# Maiak (Tula)
|  | Per a altres significats, vegeu «Maiak». |

Maiak (en rus: Маяк) és un poble (un possiólok) de l'óblast de Tula, a Rússia, segons el cens del 2010 tenia 308 habitants.